# Жнін
Жнін (пол. Żnin) — місто в центральній Польщі.
Адміністративний центр Жнінського повіту Куявсько-Поморського воєводства.

## Демографія
Демографічна структура станом на 31 березня 2011 року:
|          | Загалом | Допрацездатний вік | Працездатний вік | Постпрацездатний вік |
| -------- | ------- | ------------------ | ---------------- | -------------------- |
| Чоловіки | 6901    | 1343               | 4831             | 727                  |
| Жінки    | 7480    | 1290               | 4472             | 1718                 |
| Разом    | 14381   | 2633               | 9303             | 2445                 |